# Citadel LLC
Citadel LLC，俗称城堡公司、城堡投资公司，是一家总部位于美国的跨国对冲基金金融服务公司，在1990年由肯尼斯·C·格里芬创办。公司主要有两大业务，一是Citadel，作为资产管理运营超过350亿美元的资金，二是Citadel Securities作为做市商提供股票、期权等产品。公司有超过1,400名员工，以芝加哥为总部，同时在纽约曼哈顿设有运营中心，其分支机构也分布于北美、欧洲和亚洲多个城市。
2021年1月，Citadel+Point72资产管理公司向梅尔文资本投资27.5亿美元，此前梅尔文资本因GameStop空头挤压损失了30%的价值。同时，Citadel否认有关其指使罗宾汉交易平台关闭相关股票交易权限的传言。